# Kedalon (Batangan)
Kedalon is een bestuurslaag in het regentschap Pati van de provincie Midden-Java, Indonesië. Kedalon telt 4106 inwoners (volkstelling 2010).